# Finabel
- États membres du Finabel en 2024

Le comité de coordination Finabel est une organisation regroupant, en 2024, les armées de terre de 22 des États membres de l'Union européenne ainsi que de trois autres États européens (Royaume-Uni, Monténégro et Norvège) et ayant pour vocation le développement de l'interopérabilité entre celles-ci. L'adhésion est ouverte aux forces terrestres de tous les États membres.

## Histoire

Blason de Finabel.

Elle est la seule organisation interalliée travaillant au profit exclusif des forces terrestres. 
Le comité a été créé sous l'acronyme FINBEL en octobre 1953 par les chefs d'état-major de France, d'Italie, des Pays-Bas, de Belgique et du Luxembourg, puis est devenu Finabel avec l'arrivée de l'Allemagne de l'Ouest en 1956.  Originellement la langue officielle était le français. Dans les années 2000 l'anglais s'est imposé progressivement et est depuis 2011 la langue utilisée à tout niveau.
La mission initiale du Comité Finabel était la coopération dans les programmes d'armements. Cette mission première a rapidement évolué vers l'harmonisation des doctrines des forces terrestres.
En 1994, Finabel comporte treize groupes de travail couvrant l’ensemble des fonctions et des activités spécifiques d’une armée de terre.
Elle à cette date en 40 ans publié 600 études, 120 accords et 30 conventions Sur le plan qualitatif : Finabel est la seule organisation interalliée travaillant au profit exclusif des forces terrestres. 
La Roumanie rejoint Finabel en 2008.

## Fonctionnement
Les missions du comité Finabel s'inscrivent dans une perspective européenne. Sa vocation est de « promouvoir et faciliter l'interopérabilité des forces terrestres dans tout le spectre des opérations militaires, grâce à l'harmonisation des concepts, des doctrines et des procédures, tout en prenant en compte l'environnement interarmées », et de « développer une compréhension commune des problèmes de défense en recherchant la complémentarité et la coopération avec l'OTAN et les structures militaires de l'UE ».
Le Comité Finabel repose sur la recherche du consensus et l'égalité entre les États membres. Il se concrétise par des rapports confiées à des groupes de travail, qui produisent des « études », des « accords » sur les caractéristiques militaires des matériels ou des « conventions » qui normalisent certaines procédures et glossaires afin de faciliter les échanges entre pays.
Les propositions et recommandations issues du travail de Finabel sont librement applicables par les composantes terrestres de ses états-membres. Finabel a un statut d'association, de facto, informelle, n'étant pas le résultat d'un accord intergouvernemental.

## Pays membres
En 2006, Finabel décide de s'élargir aux nouveaux États membres de l'UE à 27. Il compte 17 pays membres en 2012 puis 22 en 2017. La Suède et la Hongrie rejoignent l'organisation en 2015, suivis de la Lettonie et de la Slovénie en 2016. La Croatie, en 2015, et le Monténégro et la Norvège, en 2021, la Bulgarie, en 2024, sont les derniers États à rejoindre l'organisation. En dehors du Royaume-Uni, qui était membre du Finabel avant le Brexit et l'est resté après, le Monténégro et la Norvège sont les premiers États non-membre de l'UE à appartenir à l'organisation.
- Belgique (1953)
- France (1953)
- Italie (1953)
- Pays-Bas (1953)
- Luxembourg (1953)
- Allemagne (1956)
- Royaume-Uni (1973)
- Espagne (1990)
- Portugal (1996)
- Grèce (1996)
- Pologne (2006)
- Slovaquie (2006)
- Chypre (2008)
- Finlande (2008)
- Roumanie (2008)
- Malte (2010)
- Tchéquie (2012)[4]
- Hongrie (2015)
- Suède (2015)
- Lettonie (2016)
- Slovénie (2016)
- Croatie (2016)
- Monténégro (2021)
- Norvège (2021)
- Bulgarie (2024)

## Structure
Comité des chefs d'état-major des armées de terre
Plus haut niveau du comité Finabel, il fixe les objectifs et les lignes directrices de l'organisation. La présidence en est assurée à tout de rôle pendant un an par chaque chef d'état-major.
Comité des experts militaires principaux (EMP)
Le comité de pilotage de Finabel. Présidé par la Belgique, il analyse les décisions des chefs d'état-major, les reformule en termes de missions et les distribue aux groupes de travail. Il est composé d'officiers généraux ou supérieurs responsables de la doctrine, de la planification ou des études au sein des états-majors des composantes terrestres des pays membres.
Secrétariat permanent
Seule structure permanente du comité Finabel, dirigé depuis l'origine par un colonel français, le Secrétariat Permanent est installé à Bruxelles et a pour missions principales d'organiser et préparer les réunions des chefs d'états-majors et des EMP ; de vérifier le bon fonctionnement, la coordination et l'orientation du travail des groupes de travail ; d'assurer la liaison avec les institutions internationales présentes à Bruxelles (notamment l'OTAN et l'UE), avec les organismes observateurs consultatifs ou avec toute organisation pouvant collaborer avec Finabel.
Groupes de travail (Standing Working Group/SWG et Expert Task Groups/ETG)
Quatre groupes de travail permanent sont chargés par le Comité des Experts Militaires de mener des études doctrinales dans différents domaines d'intérêt pour les forces terrestres des États membres de Finabel.
- Le SWG « Force Development » (FDE) rédige les concepts généraux, entreprend des études prospectives et conceptuelles afin de créer un cadre aux études à venir par les autres groupes de travail.
- Le SWG « Engagement » (ENG) couvre l'engagement des troupes au sol, la protection des forces, la survivabilité des troupes en opération et l'entraînement des forces terrestres des pays membres de Finabel.
- Le SWG « Knowledge » (KNO) étudie l'harmonisation et le développement de concepts nouveaux relatifs au renseignement, au contrôle, aux communications et à la technologie de l'information-numérisation-informatique (C4) dans un environnement interarmées, inter-agences et multinational.
- Le SWG « Manœuvre, Operational Logistic » (MAN Ops Log) traite des questions de logistique.

Les Expert Task Groups (ETG)
Les ETG sont des groupes d'étude « ad hoc », créés à l'initiative d'une nation, devant réunir au moins deux États membres de Finabel. Ils sont chargés de traiter de questions spécifiques, non-couvertes par les SWG.
Commission de coordination
Elle comprend les présidents des Groupes de Travail Permanent et les assistants des Experts Militaires Principaux sous la direction du chef du Secrétariat Permanent. Elle coordonne les travaux à venir, élabore le budget et émet des propositions pour validation par le Comité des EMP

## Emblème
L'emblème de Finabel inclut :

La réflexion au service de l'action militaire.

- deux épées croisées qui représentent l'identité terrestre ;
- douze étoiles qui rappellent le lien fort qu'entretient Finabel avec l'Europe ;
- un bouclier qui symbolise la défense de la paix ;
- les deux divinités Mars et Minerve qui représentent d'une part la guerre et d'autre part les règles et l'ordre qui régissent nos démocraties.

## Partenaires
- État-major de l'Union européenne (EMUE) : il accomplit des plannings stratégiques et évalue la situation lors de situations d'urgence
- Agence européenne de défense (AED) : Elle aide les membres de l'Union européenne à développer leurs moyens de défense conformément à la politique européenne en la matière
- Groupe aérien européen (GAE) : Il procure des moyens aux forces aériennes européennes et améliore la coordination et la collaboration entre celles-ci et les armées de terre.
- Groupe OTAN sur l'armement des forces terrestres (NAAG): Il promeut la coopération et la normalisation par l'échange d'informations et au moyen d'activités collectives dans le domaine des armements terrestres.
- CHENS (CHiefs of European NavieS)
- ELDIG (European Land Defense Industry Group ; composante sectorielle terrestre de l'ASD, l'Association Européenne des Industries Aérospatiale de Défense).

L'objectif est de concerter les points de vue et d'éviter toute duplication ou contradiction avec la doctrine de l'OTAN ou les concepts définis par les structures militaires de l'UE.

## Sources
- Site officiel